# Gabriella Cilmi
Gabriella Lucia Cilmi (*10. října 1991) je australská zpěvačka a textařka. Známá je především svým debutovým singlem Sweet About Me uvedeným v březnu 2008.

## Biografie

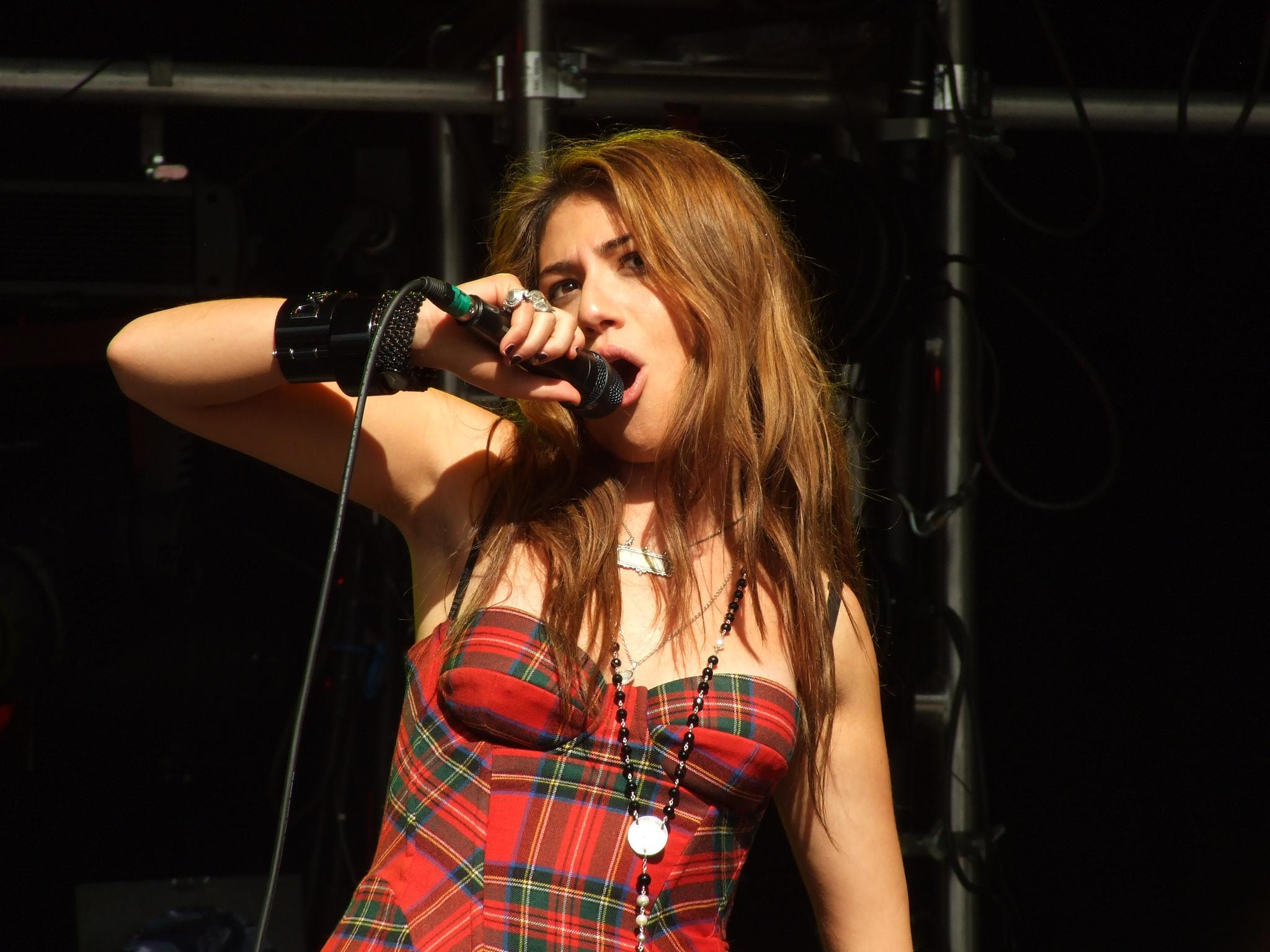
Gabriella Cilmi na festivalu Godiva, 2008

Gabriella Cilmi se narodila 10. října 1991 na melbournském předměstí Dandenong. Má italský původ z regionu Calabria. Žije se svým psem Tonim, bratrem Josephem a rodiči Paulou a Joeim. Navštěvovala dívčí školu Sacred Heart Girls' College, ale nyní pokračuje ve studiu korespondenčně. V mládí projevovala zájem o širokou škálu hudebních stylů, včetně Nina Simone, Led Zeppelin, Janis Joplin, The Sweet, T.Rex a Cat Stevens. Říká se o ní, že přes své přirozené schopnosti a hlasový talent neudělala zkoušky potřebné na vytvoření své zpěvácké kariéry. V době, kdy obdivovala Janis Joplin, zpívala ve skupině, která přezpívávala písně od Led Zeppelin, Jet, Silverchair a jiných. Nahrála vlastní písně s textaři-producenty Barbarou a Adrianem Hannanovými z The SongStore.
V roce 2004 upoutala pozornost Michaela Parisiho, manažera nahrávací společnosti Warner Music, když improvizovaně předvedla píseň od Rolling Stones Jumpin' Jack Flash na festivalu Lygon Street Festa v Melbourne. V třinácti odešla do Spojených států a Velké Británie spolu s Adrianem Hannanem a dostala nabídky od čtyřech hlavních amerických nahrávacích společností. Nakonec podepsala smlouvu s Island Records UK.

## Diskografie

### Studiová alba
| 2008 | Lessons to Be Learned - debutové studiové album - vydání: 31. března, 2008 - vydavatel: Island | 2  | 6 | 21 | 8  |
| 2010 | Ten - druhé studiové album - vydání: 22. března, 2010 - vydavatel: Warner Music Australia      | 17 | - | 29 | 28 |

### Singly
| Rok  | Název                             | Nejvyšší umístění v hitparádě | Nejvyšší umístění v hitparádě | Nejvyšší umístění v hitparádě | Nejvyšší umístění v hitparádě | Album                 |
| Rok  | Název                             | AUS                           | NZ                            | SWI                           | UK                            | Album                 |
| ---- | --------------------------------- | ----------------------------- | ----------------------------- | ----------------------------- | ----------------------------- | --------------------- |
| 2008 | „Sweet About Me“                  | 1                             | 6                             | 2                             | 6                             | Lessons to Be Learned |
| 2008 | „Don't Wanna Go to Bed Now“ (AUS) | —                             |                               |                               |                               | Lessons to Be Learned |
| 2008 | „Save the Lies“ (UK)              |                               |                               |                               | —                             | Lessons to Be Learned |